# چخماق تپه (خنداب)
چخماق تپه یک روستا در ایران است که در شهرستان خنداب واقع شده‌است. چخماق تپه ۱۰۸ نفر جمعیت دارد.